# Vila Caiz
Vila Caiz ist eine Gemeinde im Nordwesten Portugals.
Vila Caiz gehört zum Kreis Amarante im Distrikt Porto, besitzt eine Fläche von 8,5 km² und hat 2849 Einwohner (Stand 19. April 2021).